# Neelix (musique)
Pour le personnage de Star Trek, voir Neelix.

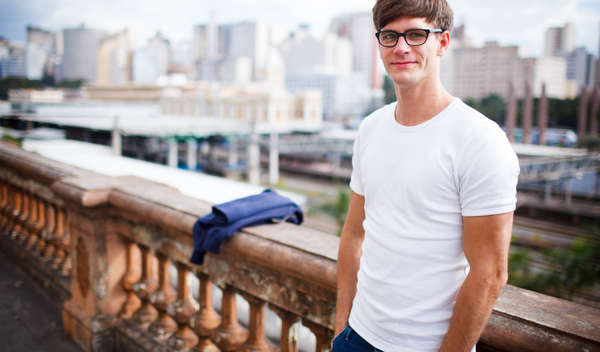
Neelix en 2016.

Henrik Twardzik, connu sous le pseudonyme de Neelix, est un compositeur de musique électronique , précisément musique trance, psytrance.
DJ allemand né le 11 septembre 1975 à Hambourg et actif depuis 2005. Il vit à Hambourg. Il a notamment réalisé en 2017 Waterfall, qui a fait 5,9 millions de vue sur youtube.
Neelix a fait de nombreux festivals comme le Tomorrowland en 2013 et 2014 ou à Ibiza en 2018.
Neelix travaille actuellement pour la maison de disque Spintwist Records.

## Discographie (albums)
- 2003 : Resident
- 2004 : The Unreleased – Second Edition
- 2005 : No Way To Leave
- 2007 : Same Thing But Different
- 2009 : You’re Under Control
- 2010 : When I’m Grown Up
- 2011 : The Unreleased 2011
- 2012 : Face-Lift / RMX
- 2014 : Left Behind Mix
- 2015 : Remixed (Remix-Album)
- 2017 : On My Own
- 2020 : Birth